# Anupart Luangsodsai
Anupart Luangsodsai (อนุภาษ เหลืองสดใส), noto anche con lo pseudonimo di Ngern (เงิน) (Bangkok, 30 novembre 1996), è un attore thailandese, conosciuto in particolare per il ruolo di Earn in Love Sick: The Series - Rak wun wai run saep e quello di Nam in Water Boyy.

## Filmografia

### Cinema
- Water Boyy, regia di Rachyd Kusolkulsiri (2015)

### Cortometraggi
- Sing On Ice (2017)

### Televisione
- Love Sick: The Series - Rak wun wai run saep - serie TV (2014-2015)
- Part Time: The Series - Wai kla fan - serie TV, 26 episodi (2016)
- Kahon maha ratuek - serie TV, 25 episodi (2018)

## Discografia

### Singoli
- 2014 - Siang tee plian
- 2015 - Glai pai
- 2015 - Laung kit doo
- 2015 - Lauk tua eng (con Lerkcharoempoj Papangkorn)